# Diplazium dielsii
Diplazium dielsii là một loài dương xỉ trong họ Athyriaceae. Loài này được Holttum mô tả khoa học đầu tiên năm 1965.
Danh pháp khoa học của loài này chưa được làm sáng tỏ. 